# Opera mydlana
Opera mydlana (ang. soap opera) – cykliczne słuchowisko radiowe (serial radiowy) lub rodzaj serialu telewizyjnego. W Polsce określenie to jest rzadziej stosowane przez nadawców, producentów telewizyjnych czy prasę i funkcjonuje głównie w języku potocznym. Produkcje posiadające cechy oper mydlanych określane są najczęściej serialami obyczajowymi lub telenowelami.
Telewizyjne opery mydlane są kontynuatorkami popularnych w XIX wieku drukowanych w gazetach powieści w odcinkach oraz późniejszych powieści radiowych. Opera mydlana jest najpowszechniejszym gatunkiem serialowym na świecie.

## Historia
Historia opery mydlanej sięga lat 30. XX wieku, kiedy to w USA zaczęto nadawać pierwsze radiowe opery mydlane. W szybkim czasie programy te zaczęły zajmować 90% wszystkich sponsorowanych audycji. Opera to ironiczna nazwa wymyślona przez prasę amerykańską, z kolei określenie mydlana wywodzi się z faktu, iż głównymi sponsorami byli producenci środków czyszczących, co wzięło się z faktu, że emitowane dawniej opowieści czy to radiowe, czy telewizyjne nadawane były głównie z myślą o kobietach i dlatego w przerwach reklamowych nadawano przede wszystkim reklamy środków do prania, mydeł itp.

## W Polsce
Pierwsze polskie produkcje o cechach opery mydlanej to powieści radiowe Matysiakowie, emitowana od 1956, oraz W Jezioranach, emitowana od 1960. Oba słuchowiska od momentu powstania są do dziś nadawane raz w tygodniu i liczą po kilka tysięcy odcinków (Matysiakowie – ponad 3550; w Jezioranach – ponad 3300). Natomiast pierwszą polską telewizyjną operą mydlaną był serial wyświetlany w latach 1988–1991 pt. W labiryncie, który był odpowiedzią na popularność latynoamerykańskich telenowel, a szczególnie Niewolnicy Isaury, wyświetlanej w Polsce od 1984. Pierwszą amerykańską operą mydlaną w Polsce był wyświetlany w latach 80. Dallas, który jednak zdjęto po emisji kilku odcinków. Od lipca 1990 zaprezentowano dwa inne tytuły – w TVP1 Dynastię, a w TVP2 Santa Barbarę. Emisja Dynastii spotkała się z wielkim zainteresowaniem widzów, natomiast Dwójka swój serial zdjęła po 149 odcinkach. 15 października 1991 rozpoczęto w TVP2 emisję kolejnego serialu tego typu – Pokolenia. Początkowo zakupiono 230 spośród 470 odcinków, jednak olbrzymi sukces produkcji sprawił, że dokupiono pozostałe i wyemitowano serial do końca. 5 września 1994 zagościła w TVP1 Moda na sukces, która od 1 kwietnia 2015 roku jest emitowana na platformie VOD Player. Od połowy lat 90. nowo powstałe stacje komercyjne takie jak Polsat, TVN, RTL 7, Nasza TV czy Wizja Jeden w pierwszych latach działalności w większości emitowały po kilka zagranicznych oper mydlanych na swoich antenach, przede wszystkim ze Stanów Zjednoczonych, Ameryki Południowej i Australii. Sukces Klanu, wyświetlanego od 1997, zaowocował w kolejnych latach następnymi polskimi produkcjami i stopniowym zmniejszaniem się udziału produkcji zagranicznych tego typu w ramówkach nadawców. Przykładem polskiej opery mydlanej jest także serial Na Wspólnej emitowany w stacji TVN oraz Pierwsza miłość emitowana w telewizji Polsat.

## Telewizja

### Charakterystyka opery mydlanej

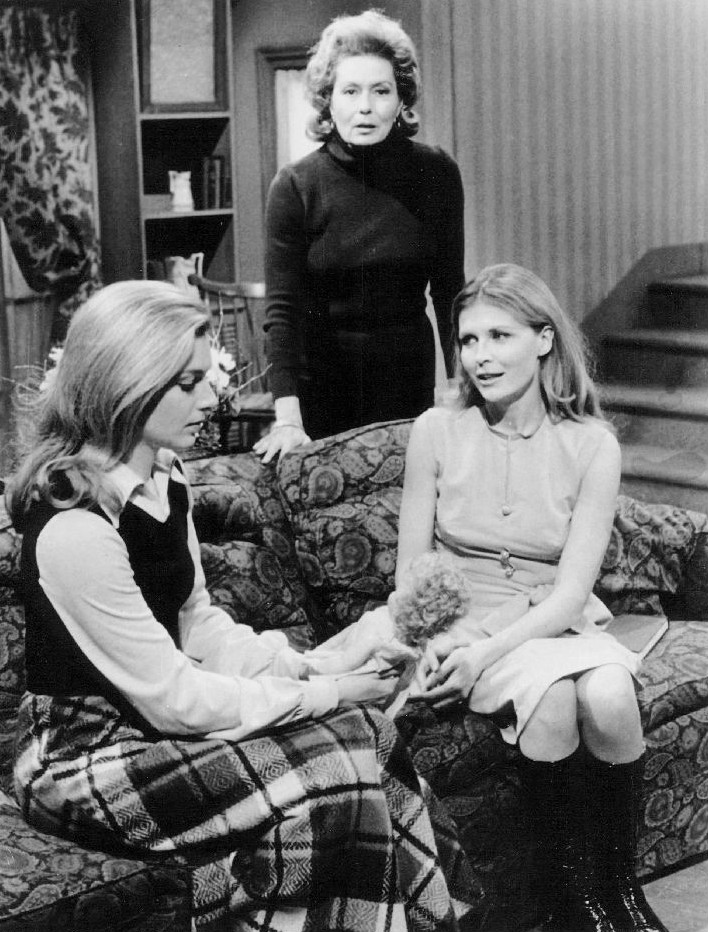
Kadr z amerykańskiej opery mydlanej Inny świat

Opery mydlane pojawiają się zazwyczaj kilka razy w tygodniu, od poniedziałku do piątku (czasem rzadziej lub w inne dni tygodnia) i trwają od 20 do 50 minut. Z początku emitowane były zazwyczaj w godzinach od 11 do 16, czyli tzw. daytime, obecnie częściej pojawiają się w paśmie primetime, także w weekendy. Ich głównym celem jest dostarczenie widzom rozrywki. Są one osadzone w rzeczywistości, zazwyczaj współczesnej lub nawet równoczesnej widzowi. Czasami miejsce ich akcji nie jest określone. Opery mydlane przedstawiają sytuacje rodzinne i zawodowe, codzienne problemy bohaterów, pochodzących głównie z klasy średniej (w polskich produkcjach) lub wyższej (produkcje zagraniczne). Są to zazwyczaj historie wielowątkowe, z kilkunastoma głównymi bohaterami, powiązanymi wspólnym miejscem pracy (szpital, kancelaria adwokacka, instytut naukowy) lub więzami pokrewieństwa, oraz licznymi postaciami epizodycznymi.
Opery mydlane nie są gatunkiem jednorodnym; istnieją pewne różnice między produkcjami polskimi a zagranicznymi, głównie amerykańskimi, które przedstawiają „prawdziwe” życie ludzi z wyższych sfer. Natomiast na pograniczu opery mydlanej i filmu dokumentalnego znajduje się gatunek telewizyjny zwany docu soap, który różni się od klasycznej opery mydlanej tym, że zamiast fikcyjnych postaci granych przez aktorów, obejrzeć można prawdziwych ludzi w prawdziwych sytuacjach życiowych (zakładając jednak, że nie grają oni przed kamerą).
Opera mydlana:
1. Jest niekończącym się, wielowątkowym serialem. Wątki mogą biec równoległe lub krzyżować się wzajemnie, niektóre znikają, pojawiają się nowe. Wynika to z faktu, iż niektórzy grający w nich aktorzy po kilku latach produkcji są zbyt znudzeni lub, obawiając się zaszufladkowania, rezygnują z roli, by po kilku latach do niej powrócić. Same postacie mogą się zmieniać. Charakterystyczny jest brak głównego wątku, wiodącego bohatera, brak tradycyjnego finału rozwiązującego wszystkie wątki. Gdy opera mydlana traci popularność, często po prostu zaprzestaje się kręcenia dalszych odcinków.
2. Mają one bardzo dużą liczbę odcinków (w niektórych przypadkach nawet do kilkunastu tysięcy) i są nadawane niekiedy przez kilka, kilkanaście, lub nawet kilkadziesiąt lat.
3. Często zdarza się, że akcja na ekranie biegnie równolegle do czasu rzeczywistego (np. jeśli odcinek emitowany jest w poniedziałek a następny w środę, to akcja serialu w drugim odcinku rozgrywa się dwa dni po poprzednim).
4. Opera mydlana powiela schematy zawarte w literaturze kobiecej, a głównie melodramatu i romansu. Kobiety przedstawiane w nich mają często atrakcyjną pracę, ciekawe hobby, stanowisko dające im władzę. Pojawiają się przed nimi nowe perspektywy, między którymi muszą wybierać.
5. Często podział na części jest przypadkowy i gwałtowny. Niekiedy cały odcinek przedstawia jedno zdarzenie lub jedną postać.
6. Opera mydlana najczęściej jest przedstawiona w formie kina stylu zerowego, tzn. forma przekazu pozbawiona jest jakichkolwiek elementów artystycznych, nawiązań do innych utworów oraz nietypowych sposobów prezentacji fabuły.

### Typy oper mydlanych
Można wyróżnić dwa typy oper mydlanych – amerykańskie i brytyjskie – od nazw państw, w których te seriale mają najdłuższą historię.
Amerykański styl opery mydlanej – nierealistyczne seriale z niezbyt szybką akcją, kręcone w niezwykle przestarzały sposób (taki sam jak w latach 50. XX wieku). Wątki są często mało realne, a czasami nawet całkowicie abstrakcyjne (podróż w czasie, czy zmartwychwstanie, które miało miejsce niejednokrotnie w Modzie na sukces). Nierzadko bohaterami są bogaci, pozornie mający wszystko ludzie. Liczba scen w plenerze jest niezbyt duża.
Brytyjski styl opery mydlanej – seriale stawiające na jak największy realizm (bardziej realne wątki). Szybsza i żywsza akcja, niż w amerykańskich soap operach. Bohaterami są najczęściej przedstawiciele średniej klasy społeczeństwa. Sceny w plenerze występują we właściwie każdym odcinku.

### Przyszłość gatunku
Treść tej sekcji może nie być zgodna z zasadami neutralnego punktu widzenia.
Dokładniejsze informacje o tym, co należy poprawić, być może znajdują się w dyskusji tej sekcji.
 Po wyeliminowaniu niedoskonałości należy usunąć szablon {{Dopracować}} z tej sekcji.
Przyszłość oper mydlanych maluje się różnie, zależnie od kraju. W USA, gdzie te seriale mają najdłuższą historię, maluje się ona niezbyt dobrze. W ciągu kilkunastu lat oglądalność tych seriali w tym kraju gwałtownie zmalała. Aby zwiększyć oglądalność stosuje się różne, często dramatyczne metody. Seriale są naszpikowane przemocą i wulgaryzmami, występuje coraz więcej wątków sensacyjnych zamiast wątków obyczajowych, starzy członkowie obsady są dyskryminowani i zastępowani na planie przez rzesze młodych aktorów, na których skupia się cała akcja seriali.
Inaczej maluje się przyszłość oper mydlanych w drugim kraju pod względem długości ich historii, czyli Wielkiej Brytanii. Tam seriale tego typu są wciąż bardzo popularne. Najpopularniejsze z nich – EastEnders i Coronation Street – zdobywają wysokie miejsca w rankingach oglądalności.
Mimo iż brytyjskie opery mydlane nie cierpią na ciągnącą się latami utratę widowni, to jednak też od czasu do czasu szpikuje się je przemocą, aby osiągnąć jeszcze lepsze rezultaty oglądalności.
W pozostałych krajach świata opery mydlane są zazwyczaj wciąż popularnym gatunkiem. Zazwyczaj jest to spowodowane tym, że w większości krajów (oprócz USA, Wielkiej Brytanii i Australii) soap opera jest jeszcze dość młodym gatunkiem i nie zdążyła się jeszcze znudzić widzom.

### Lista telewizyjnych oper mydlanych (nadal emitowanych od co najmniej 1990 roku)
| Tytuł                                                | Data emisji pierwszego odcinka | Państwo                 | Liczba wyemitowanych odcinków    |
| ---------------------------------------------------- | ------------------------------ | ----------------------- | -------------------------------- |
| Coronation Street                                    | 6 grudnia 1960(dts)            | Wielka Brytania         | 11650 (stan na 15 sierpnia 2025) |
| Szpital miejski (ang. General Hospital)              | 1 kwietnia 1963(dts)           | Stany Zjednoczone       | 15778 (stan na 15 sierpnia 2025) |
| Dni naszego życia (ang. Days of Our Lives)           | 8 listopada 1965(dts)          | Stany Zjednoczone       | 15183 (stan na 15 sierpnia 2025) |
| Emmerdale (Emmerdale Farm)                           | 16 października 1972(dts)      | Wielka Brytania         | 10372 (stan na 15 sierpnia 2025) |
| Żar młodości (ang. The Young and the Restless)       | 26 marca 1973(dts)             | Stany Zjednoczone       | 13189 (stan na 15 sierpnia 2025) |
| Pobol y Cwm (ang. People of the Valley)              | 16 października 1974(dts)      | Wielka Brytania (Walia) | b.d.                             |
| EastEnders                                           | 19 lutego 1985(dts)            | Wielka Brytania         | 7172 (stan na 14 sierpnia 2025)  |
| Sąsiedzi (ang. Neighbours)                           | 18 marca 1985(dts)             | Australia               | 9295 (stan na 14 sierpnia 2025)  |
| Na sygnale / Gra o życie (ang. Casualty)             | 6 września 1986(dts)           | Wielka Brytania         | 1372 (stan na 16 sierpnia 2025)  |
| Moda na sukces (ang. The Bold and the Beautiful)     | 23 marca 1987(dts)             | Stany Zjednoczone       | 9590 (stan na 15 sierpnia 2025)  |
| Kopi Kade                                            | 1 kwietnia 1987(dts)           | Sri Lanka               | 2042 (stan na 17 sierpnia 2025)  |
| Nie ma jak w domu / Zatoka serc (ang. Home and Away) | 17 stycznia 1988(dts)          | Australia               | 8551 (stan na 14 sierpnia 2025)  |
| Fair City                                            | 18 września 1989(dts)          | Irlandia                | 5622 (stan na 17 sierpnia 2025)  |
| Goede tijden, slechte tijden                         | 1 października 1990(dts)       | Holandia                | 7115 (stan na 3 lipca 2025)      |